# Albert von Caprara

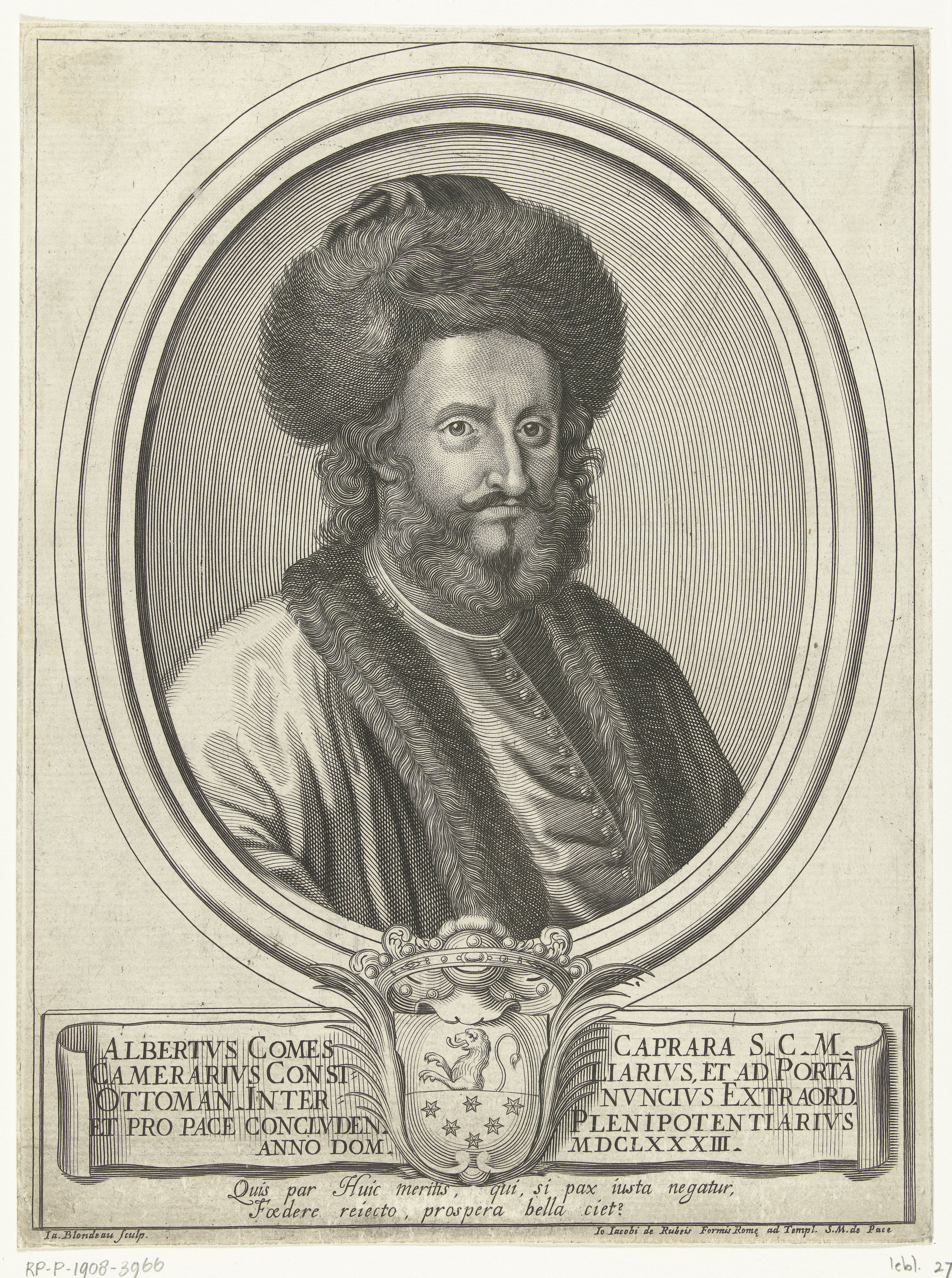
Albert Graf von Caprara

Albert Graf von Caprara, eigentlich italienisch Alberto Caprara (* 26. November 1627 in Bologna; † 20. Dezember 1691 in Konstantinopel) war ein italienischer kaiserlicher General und Diplomat in österreichisch-habsburgischen Diensten.

## Leben
Caprara war der Spross einer alten bolognesischen Adelsfamilie im Kirchenstaat. Sein Bruder war Kardinal Alessandro Caprara. Er war ein Neffe des kaiserlichen Reitergenerals Ottavio Piccolomini sowie ein Cousin des Generals und Staatsmannes Raimund von Montecuccoli.
Seine Ausbildung genoss Caprara in der Accademia dei Gelati. Zwischen 1654 und 1660 hielt er sich in Rom auf und besuchte dort die Accademia degli Umoristi. Im Jahre 1684 besuchte er die Akademie der Königin Christina von Schweden.
Als kaiserlicher Offizier zeichnete er sich in den türkischen Kriegen in Ungarn aus. Doch war er noch erfolgreicher bei zwei diplomatischen Missionen, mit denen er 1682 und 1685 nach Konstantinopel geschickt wurde. Die erste Mission 1682 sollte den Frieden von Eisenburg (1664) erneuern. 
Einen Bericht über seine erste Mission veröffentlichte sein Sekretär Giovanni Benaglia.
Caprara war auch schreibend tätig. So übersetzte er Werke des jüngeren Seneca in die deutsche Sprache.

## Werke
- Orazione per l'Immaculata Santissima Concezione di Maria Vergine. Del conte Alberto Caprara a madama serenissima la signora principessa Margherita de' Medici Farnese duchessa di Parma, Roma, per Ignatio de' Lazari, 1667
- La felicita della Polonia nella coronatione della sacra real maestà di Leonora d'Austria sua regina oratione del conte Alberto Caprara alla sacra cesarea real maestà dell'imperatrice Leonora, Vienna, Lepoldo Voigt stampatore dell'Università, 1670
- Consolatione del conte Alberto Caprara per la marchesa Olimpia Nari Caprara nella morte de'un suo figlio. Al conte Enea Caprara gentilhuomo della Camera di S.M. Cesarea, colonnello di cavalleria, e sergente generale di battaglia, Vienna, per Michele Thurmajer Stampator Accademico, 1672Insegnamenti del vivere del conte Alberto Caprara a Massimo suo nipote, Bologna, per l'erede di Domenico Barbieri ad instanza di Gio. Francesco Dauico detto il Turrino, 1672
- Li precetti del matrimonio da Plutarco dettati à Polliano, ed Euridice e di nuouo spiegati dal conte Alberto Caprara ... al senatore conte Alessio Orsi, e contessa Artimisia Caprara suoi nipoti, Roma, nella stamperia della R.C.A., 1684
- Relatione del presente Governo ottomano fatta dal sig. Alberto Caprara, stato ultimamente internunzio a quella corte, Lucca, appresso Iacinto Paci, 1684
- Applausi poetici nel monacarsi l'illustrissima signora contessa Margherita Felice Caprara pigliando il nome di d. Maria Scolastica Girolama Diletta nel monastero di Santa Margherita, Bologna, per Giuseppe Longhi, 1688